# Kingsbury (Warwickshire)
Kingsbury is een civil parish in het bestuurlijke gebied North Warwickshire, in het Engelse graafschap Warwickshire met 7652 inwoners.